# Ștefan Tcaciuc
Ștefan Tcaciuc (n. 13 ianuarie 1936, satul Dănila, comuna Dărmănești, județul Suceava – d. 27 iulie 2005, București) a fost un deputat român de etnie ucraineană, membru în Uniunea Ucrainenilor din România. A fost ales ca deputat în Parlamentul României în legislaturile 1990-1992, 1992-1996, 2000-2004 și 2004-2008. După decesul său, a fost înlocuit de deputatul Ștefan Buciuta. În cadrul activității sale parlamentare, Ștefan Tcaciuc a fost membru în grupurile parlamentare de prietenie după cum urmează:
- în legislatura 1990-1992: URSS, Republica Bulgară, Republica Polonă, Canada, Mongolia;
- în legislatura 2000-2004: Ucraina, Australia;
- în legislatura 2004-2008: Ucraina, Republica Panama, Regatul Hașemit al Iordaniei.

Ștefan Tcaciuc a absolvit Facultatea de Electronică și Telecomunicații din cadrul Institutului Politehnic București și a fost membru al Uniunii Scriitorilor din România și Ucraina. Între 2000-2004 a ocupat funcția de deputat, în ciuda faptului că CNSAS i-a dat verdict de poliție politică. În 2001 Ștefan Tcaciuc a fost condamnat de Curtea Supremă de Justiție la pedepse cu termeni de închisoare, dar a fost grațiat. Văduva lui Ștefan Tcaciuc a fost obligată prin justiție să restituie un împrumut de 80.000 de dolari, luat de Ștefan Tcaciuc.